# Blok handlowy
Blok handlowy – rodzaj międzynarodowego porozumienia, często część regionalnej organizacji międzyrządowej, w którym lokalne bariery handlowe (cła i bariery pozacelne) są zredukowane lub zniesione pomiędzy uczestniczącymi w porozumieniu krajami.

## Opis
Jednym z pierwszych bloków gospodarczych był Niemiecki Związek Celny, zainicjowany w 1834 roku, uformowany na bazie Związku Niemieckiego, a następnie, od 1871 roku, Cesarstwa Niemieckiego. Zwiększone natężenie formowania się bloków handlowych widoczne było w latach 60. i 70. XX wieku, a także w latach 90., po upadku komunizmu. Do 1997 roku ponad 50% światowego handlu było zdane na łaskę regionalnych bloków handlowych. Ekonomista Jeffrey J. Scott z Instytutu Petersona ds. Ekonomiki Międzynarodowej odnotowuje, że członkowie bloków handlowych, które odniosły sukces, zwykle mają cztery wspólne cechy:
1. podobny poziom produktu narodowego brutto na osobę;
2. sąsiedztwo geograficzne;
3. podobne lub takie same reżimy handlowe;
4. polityczne zaangażowanie w regionalne organizacje[1].

Obrońcy światowego wolnego handlu generalnie są przeciwko blokom handlowym, które, jak twierdzą, wzmacniają handel lokalny jako przeciwieństwo ogólnoświatowego. Naukowcy i ekonomiści stale debatują, czy regionalne bloki handlowe prowadzą do podziału w światowej gospodarce, czy ... rozszerzanie istniejącego globalnego, multilateralnego systemu handlu. Bloki handlowe mogą być samodzielnymi porozumieniami między poszczególnymi państwami (jak NAFTA) lub stanowić część organizacji regionalnej (jak Unia Europejska). W zależności od poziomu integracji gospodarczej, bloki handlowe mogą być zaliczane do różnych kategorii, takich jak: strefy handlu preferencyjnego, strefy wolnego handlu, unie celne, wspólne rynki oraz unie gospodarcze i walutowe.

## Lista bloków handlowych

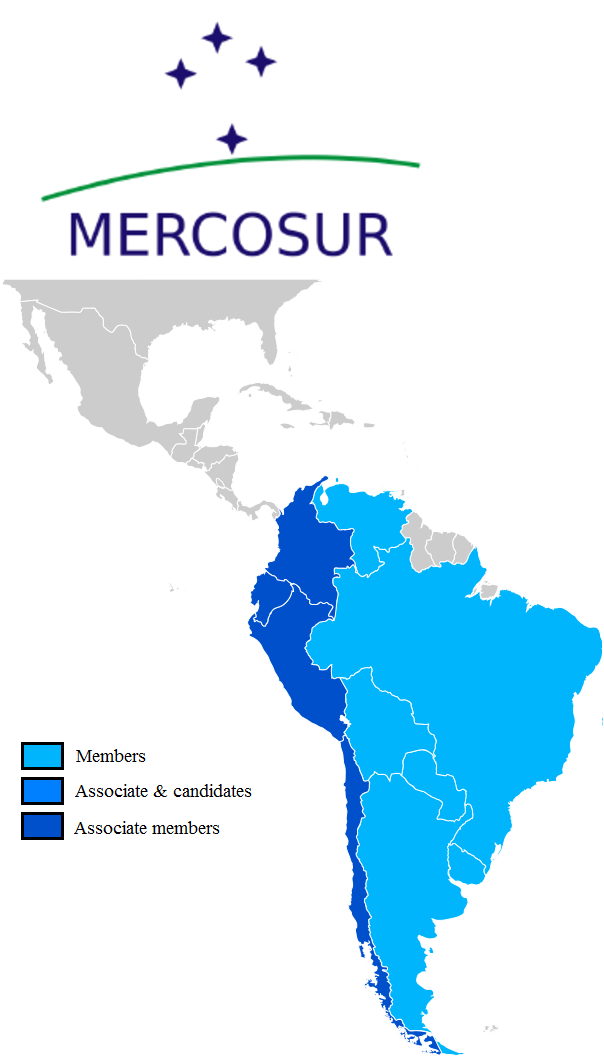
Blok handlowy Mercosur

| Blok handlowy               | Ludność                     | PKB (w dolarach)            | PKB (w dolarach)            | PKB (w dolarach)            | PKB (w dolarach)            |                             |
| Blok handlowy               | Ludność                     | 2006                        | 2007                        | wzrost                      | per capita                  |                             |
| Unie gospodarcze i walutowe | Unie gospodarcze i walutowe | Unie gospodarcze i walutowe | Unie gospodarcze i walutowe | Unie gospodarcze i walutowe | Unie gospodarcze i walutowe | Unie gospodarcze i walutowe |
| --------------------------- | --------------------------- | --------------------------- | --------------------------- | --------------------------- | --------------------------- | --------------------------- |
| UDEAC/CEMAC                 | 39 278 645                  | 51 265 460 685              | 58 519 380 755              | 14,15%                      | 1 490                       |                             |
| UGW                         | 324 879 195                 | 10 685 946 928 310          | 12 225 304 229 686          | 14,41%                      | 37 630                      |                             |
| OECS                        | 593 905                     | 3 752 679 562               | 3 998 281 731               | 6,54%                       | 6 732                       |                             |
| IEDOM                       | 504 476                     | 12 264 278 329              | 14 165 953 200              | 15,51%                      | 28 081                      |                             |
| ECOWAS                      | 90 299 945                  | 50 395 629 494              | 58 453 871 283              | 15,99%                      | 647                         |                             |
| Wspólne rynki               |                             |                             |                             |                             |                             |                             |
| CACM                        | 37 388 063                  | 87 209 524 889              | 97 718 800 794              | 12,05%                      | 2 614                       |                             |
| AMC                         | 96 924 486                  | 281 269 141 372             | 334 172 968 648             | 18,81%                      | 3 448                       |                             |
| CARICOM                     | 6 418 417                   | 39 616 485 623              | 43 967 600 765              | 10,98%                      | 6 850                       |                             |
| EOG                         | 499 620 521                 | 14 924 076 504 592          | 17 186 876 431 709          | 15,16%                      | 34 400                      |                             |
| Unie celne                  |                             |                             |                             |                             |                             |                             |
| EAC                         | 127 107 838                 | 49 882 030 443              | 61 345 180 041              | 22,98%                      | 483                         |                             |
| EaWG                        | 207 033 990                 | 1 125 634 333 117           | 1 465 256 182 498           | 30,17%                      | 7 077                       |                             |
| EUCU                        | 574 602 745                 | 15 331 827 900 202          | 17 679 376 474 719          | 15,31%                      | 30 768                      |                             |
| GCC                         | 36 154 528                  | 724 460 151 595             | 802 641 302 477             | 10,79%                      | 22 200                      |                             |
| Mercosur                    | 55 681 675                  | 277 544 834 196             | 305 692 671 540             | 10,14%                      | 5 490                       |                             |
| UCAP                        | 268 445 656                 | 1 499 811 549 187           | 1 848 337 158 281           | 23,24%                      | 6 885                       |                             |
| Strefy wolnego handlu       |                             |                             |                             |                             |                             |                             |
| ASEAN                       | 2 085 858 841               | 10 216 029 899 764          | 11 323 947 181 804          | 10,84%                      | 5 429                       |                             |
| ALADI                       | 499 807 662                 | 2 823 198 095 131           | 3 292 088 771 480           | 16,61%                      | 6 587                       |                             |
| AFTZ (SADC+EAC+COMESA)      | 553 915 405                 | 643 541 709 413             | 739 927 625 273             | 14,98%                      | 1 336                       |                             |
| APTA                        | 2 714 464 027               | 4 868 614 302 744           | 5 828 692 637 764           | 19,72%                      | 2 147                       |                             |
| CARICOM-EUCU-OCTs           | 592 083 950                 | 15 437 771 092 522          | 17 798 283 524 961          | 15,29%                      | 30 060                      |                             |
| CEFTA                       | 27 968 711                  | 110 263 802 023             | 135 404 501 031             | 22,80%                      | 4 841                       |                             |
| CIS                         | 272 897 834                 | 1 271 909 586 018           | 1 661 429 920 721           | 30,62%                      | 6 088                       |                             |
| CAFTA                       | 356 964 477                 | 13 345 469 865 037          | 14 008 686 684 089          | 4,97%                       | 39 244                      |                             |
| ECOWAS                      | 283 096 250                 | 215 999 071 943             | 255 784 634 128             | 18,42%                      | 904                         |                             |
| EFTA-UCAP                   | 68 199 991                  | 1 021 509 931 918           | 1 139 385 636 888           | 11,54%                      | 16 707                      |                             |
| NAFTA                       | 449 227 672                 | 15 337 094 304 218          | 16 189 097 801 318          | 5,56%                       | 36 038                      |                             |
| APEC                        | 25 639 622                  | 401 810 366 865             | 468 101 167 294             | 16,50%                      | 18 257                      |                             |
| SAARC                       | 1 567 187 373               | 1 162 684 650 544           | 1 428 392 756 312           | 22,85%                      | 911                         |                             |
| SPARTECA                    | 35 079 659                  | 918 557 785 031             | 1 102 745 750 172           | 20,05%                      | 31 435                      |                             |